# Roberto Cecchi
Roberto Cecchi (Firenze, 5 maggio 1949) è un architetto italiano.
È stato Sottosegretario di Stato del Ministero per i Beni e le Attività Culturali.

## Vita e opere
(Giovanni Carbonara in R. Cecchi, Il restauro, Spirali, Milano, 2008, pp. 22-23.)
Laureatosi in architettura a Firenze con Piero Sampaolesi nel 1977 (correlatori Gennaro Tampone e Sergio Vannucci) con una tesi dal titolo Stato attuale delle conoscenze sui problemi di degradazione e di conservazione dei materiali lapidei dell'architettura. Indagini sperimentali e dati preliminari sugli effetti della lavorazione. Inizia immediatamente un'attività di ricerca che - nel solco del Sanpaolesi, suo maestro - si concentra sullo studio degli edifici storici nella loro materialità, con particolare attenzione al degrado ed alla conservazione dei materiali lapidei ed alle tecniche costruttive degli edifici del Rinascimento fiorentino.
Nel 1980 entra nei ruoli delle Soprintendenze, lavorando a lungo a Milano dove conduce approfondite analisi della basilica di San Lorenzo, progetta il restauro e la rifunzionalizzazione del museo del Cenacolo Vinciano e dirige i lavori di riorganizzazione museografica alla Pinacoteca di Brera.
Dal 1994 al '95 è Soprintendente per i Beni Ambientali, Architettonici, Artistici e Storici della Calabria.
Nel periodo 1997-2001 è Soprintendente per i Beni Ambientali e Architettonici di Venezia, dove tra l'altro studia a lungo la Basilica di San Marco si occupa della nuova sede del Museo Archeologico di palazzo Grimani e dell'ampliamento delle Gallerie dell'Accademia progetto per il quale approfondisce il tema della sicurezza equivalente per quanto riguarda la valutazione della sicurezza in caso di incendio negli edifici storici. In questo periodo fa inoltre parte della Commissione per la ricostruzione de La Fenice a Venezia.
Dal 2001 al 2007 è Direttore Generale per i Beni Architettonici e Paesaggistici. Dal 2008 al 2010 è Direttore generale per i Beni Architettonici, Storico Artistici ed Etnoantropologici.
Dal 1º marzo 2010 al 28 novembre 2011 riveste la carica di Segretario generale del Ministero per i Beni e le Attività Culturali.
È componente del gruppo di lavoro sino-italiano per il progetto di cooperazione culturale per la conservazione del Padiglione Tahie nella Città Proibita di Pechino, coordinatore del progetto per l'ampliamento degli Uffizi di Firenze, e del gruppo di lavoro per la stesura delle Linee Guida per la valutazione e riduzione del rischio sismico del patrimonio culturale. Collabora inoltre al progetto di restauro della città di Bam (Iran), distrutta dal sisma del 26 dicembre 2003.
Fa parte del consiglio scientifico della rivista “Arkos. Scienza e restauro”, ed è direttore responsabile di “Scienza e beni culturali”.
Cecchi ha svolto inoltre attività didattica universitaria nel settore del Restauro architettonico, prima all'Università Iuav di Venezia, e successivamente alla facoltà di Architettura Valle Giulia dell'Università degli Studi La Sapienza di Roma.
Il 28 novembre 2011 è nominato Sottosegretario di Stato del Ministero per i Beni e le Attività Culturali del governo Monti. Ha giurato il giorno successivo.
A seguito dell'elezione di Davide Galimberti a sindaco di Varese nell'estate del 2016, Cecchi è stato nominato assessore alla cultura e turismo della città lombarda. Ha rassegnato le dimissioni dall'incarico nel 2019, giustificandole per motivi personali.

## Pubblicazioni
1. R. Cecchi, G. Tampone, S. Vannucci, Effetti della tecnologia di rifinitura sulla pietra serena fiorentina, in "Bollettino degli Ingegneri", n. 1, 1978.
2. G. Alessandrini, R. Peruzzi, C. Manganelli del Fa, R. Cecchi, G. Tampone, S. Vannucci, Investigations on the Degradation of Stone: VIII. The Working Effects on the Candoglia Marble, Int. Symp. on the “Degradation of Stone”, Paris, 1978, Proc. of the Symp. 1979.
3. G. Alessandrini, C. Manganelli del Fa, R. Cecchi, R. Peruzzi, G. Tampone, S Vannucci, Investigations on the Degradations of Stone: Working Effects and Conservation Problems, Intern. Symp. on the “Degradation and Conservation of Stone”, Venezia, 1979, Proc. of the Symp., 1979.
4. R. Cecchi, C. Pietramellara, G. Tampone, Rilevazione delle tecniche costruttive nello studio degli edifici monumentali, in "Bollettino degli Ingegneri", n° 3, 1980.
5. R., Cecchi, E. Dotta, P. Malsani, G. Petrini, P. Sanpaolesi, G. Tampone, S. Vannucci, Centro antico di Scarperia. Studio geologico architettonico strutturale, XIV Convegno Nazionale di Geotecnica, Firenze, 1980, in Atti del Convegno, Bologna, 1981.
6. R. Cecchi, L. Giorgi, Nuove acquisizioni sull'apparecchio murario di Palazzo Strozzi a Firenze, in "Bollettino degli Ingegneri", n. 1-2, 1983, pp. 3–12. Ora in: Giuseppe Rocchi Coopmans de Yoldi (a cura di), Postgotico e Rinascimento, Firenze, 2002, pp. 181–191.
7. R. Cecchi, Il Refettorio e i restauri del dipinto dell'Ultima Cena di Leonardo da Vinci, in AA. VV., Il Cenacolo di Leonardo Da Vinci. Guida alla lettura del dipinto e storia dei restauri, Firenze 1985.
8. R. Cecchi, P. C. Marani, G. Mulazzani, Il Cenacolo. Guida al Refettorio e a Santa Maria delle Grazie, Electa, Milano, 1986.
9. R. Cecchi, Il restauro della Chiesa di Villa Castiglione Olona: la semicalotta absidale e la cupola, in "Arte Cristiana", n.s. 719, 1987, pp. 77–80.
10. R. Cecchi, San Lorenzo Maggiore tra XI e XII secolo. Alcuni aspetti costruttivi, in Carlo Bertelli (a cura di), Il Millennio Ambrosiano. La città del vescovo. Dai Carolingi al Barbarossa, Milano, 1988, pp. 176–195.
11. R. Cecchi, Il risanamento delle condizioni ambientali al Cenacolo Vinciano a Milano, in "Tema", n° 4, 1998, pp. 2–15.
12. R. Cecchi, Gregorio di Nissa. Memoria e oblio di un'arte di costruire, in Per l'arte da Venezia all'Europa. Studi in onore di Giuseppe Maria Pilo, Monfalcone-Gorizia, 2001, pp. 39–42.
13. R. Cecchi, La basilica di San Marco. La costruzione bizantina del IX secolo. Permanenze e trasformazioni, Marsilio, Venezia, 2003.
14. R. Cecchi, Definizione di Restauro in B. Paolo Torsello, Che cos'è il restauro? Nove studiosi a confronto, Marsilio, Venezia, 2005.
15. R. Cecchi, I beni culturali. Testimonianza materiale di civiltà, Spirali, Milano, 2006.
16. R. Cecchi, Patrimonio culturale e sicurezza sismica, in "L'Edilizia", n. 145, 2006.
17. R. Cecchi, Le regole per il paesaggio, in "Paesaggio Urbano", n. 2, 2007.
18. R. Cecchi, Il restauro, Spirali, Milano, 2008.
19. R. Cecchi, P. Gasparoli, Prevenzione e manutenzione per i beni culturali. Procedimenti scientifici per lo sviluppo delle attività ispettive. Il caso di studio delle aree archeologiche di Roma e Ostia Antica, Alinea, Firenze, 2010.
20. R. Cecchi, P. Gasparoli, La manutenzione programmata dei beni culturali edificati. Procedimenti scientifici per lo sviluppo di piani e programmi di manutenzione. Casi studio su architetture di interesse archeologico a Roma e Pompei, Alinea, Firenze, 2011.
21. R. Cecchi, P. Gasparoli, Preventive and planned maintenance of protected buildings. Methodological tools for the development of inspection activities and maintenance plans, Alinea, Firenze, 2012.